# 梵净山鱼属
梵净山鱼属（学名：Fanjingshania）是栅棘鱼目下的一个属。科的地位未定。

## 下属物种
本属包括以下物种：
- 新塑梵净山鱼 Fanjingshania renovata Plamen S. Andreev, 2022，发现于中国贵州省石阡县的棘鱼形态的软骨鱼类化石